# William Carlos Williams
William Carlos Williams (Rutherford, Nueva Jersey, 17 de septiembre de 1883 - ibídem, 4 de marzo de 1963) fue un escritor estadounidense vinculado al modernismo y al imagismo. Es especialmente conocido por su obra poética.
Además de escritor, Williams fue médico y ejerció tanto la pediatría como la medicina general. Estuvo afiliado al Hospital General de Passaic, donde fue jefe de pediatría desde 1924 hasta su muerte. El hospital, que ahora se conoce como St. Mary's General Hospital, rindió homenaje a Williams con una placa conmemorativa que dice: "Caminamos por las salas que Williams caminó".

## Biografía
Williams nació en Rutherford, Nueva Jersey, en 1883. Su padre nació en Inglaterra pero se crio de los 5 a los 31 años en la República Dominicana; su madre era de Mayagüez, Puerto Rico y era de ascendencia francesa. En la casa familiar se hablaba en español y la cultura caribeña tuvo una gran influencia en Williams que hasta la adolescencia no utilizó el inglés como su principal medio de comunicación.
Realizó sus estudios hasta la secundaria en Rutherford, después fue dos años a Ginebra y en 1897 continuó su formación en el Lycée Condorcet en París. Regresó a Nueva York, realizó un examen especial en la Escuela Horace Mann y posteriormente fue admitido en la escuela de medicina de la Universidad de Pensilvania, en 1902. Tras graduarse en medicina, en 1906, fue a realizar prácticas en el Hospital Francés y en el Hospital Infantil de Nueva York y posteriormente fue a Leipzig, donde realizó estudios avanzados de pediatría. Fue pediatra en Rutherford entre 1910 y 1951.

## Trayectoria
Además de ejercer como médico, Williams tuvo una exitosa carrera literaria como poeta. Practicaba la medicina de día y escribía de noche. Su obra tiene una gran afinidad con la pintura. Su madre, la artista Raquel Hélene Rose Hoheb Hurrard se formó en París como pintora y transmitió su entusiasmo a su hijo, que también pintó en sus primeros años, y cuyo interés en la disciplina permaneció durante toda su vida. La poesía fue su principal foco literario, aunque ocasionalmente escribió dramas y prosa variada. Williams fue uno de los poetas modernistas más innovadores y admirados.
Fue condiscípulo de los poetas Ezra Pound y Hilda Doolittle, y en los primeros poemas acusó la influencia del imagismo.
Publicó su primer libro, Poemas, en 1909. De esta obra se vendieron solo cuatro ejemplares.
Más tarde se convirtió en impulsor del uso literario del habla coloquial. Su buen oído para los ritmos naturales del inglés hablado le ayudó a liberar a la poesía de la métrica que imperaba en la versificación en inglés desde el Renacimiento. Superada la tendencia imagista, es un poeta de gran sencillez expresiva y de fácil comprensión, con cierto gusto por la adivinanza, interesado en la constante experimentación y en la intimidad lírica. Como otros modernistas, procura diluir la figura del poeta, dejando que hable el poema por sí mismo. No busca los símbolos en las cosas sino más bien las propias cosas, que expresa imitando la fluidez del habla.
Con la publicación de Kora in Hell: Improvisations (1920), Williams recibió muchas críticas, llegando a decir Hilda Doolittle que era una obra incoherente o frívola según Pound.
Williams creía que la realidad objetiva despierta la imaginación de quien la percibe, y no el proceso inverso. Utiliza el verso libre y la disposición visual de las líneas marca la estructura poética. En su obra Paterson, escrita a lo largo de varios años, mezcla poesía, prosa y collage incluyendo incluso fragmentos de publicidad. Constituye una especie de biografía épica de un doctor-poeta, pero formalmente consiste en un montaje de escenas y de imágenes, con pocos verbos que las vinculen explícitamente.
La búsqueda de Williams se da precisamente en el intento de representar la fidelidad de la experiencia, incorporando los elementos propios del habla estadounidense.
Esta exigencia se hace visible, además de la incorporación de distintas temáticas, territorios y clases sociales, a partir de la introducción de las pausas versales o versos sangrados (facilitando una relación estrecha entre un verso y otro, añadiendo velocidad rítmica) y mediante la invención de lo que Williams denominó “pie variable”, una estructura de composición que responde a las acentuaciones fuertes en términos de duración en el tiempo, a diferencia del conteo tradicional de sílabas.

## Poesía

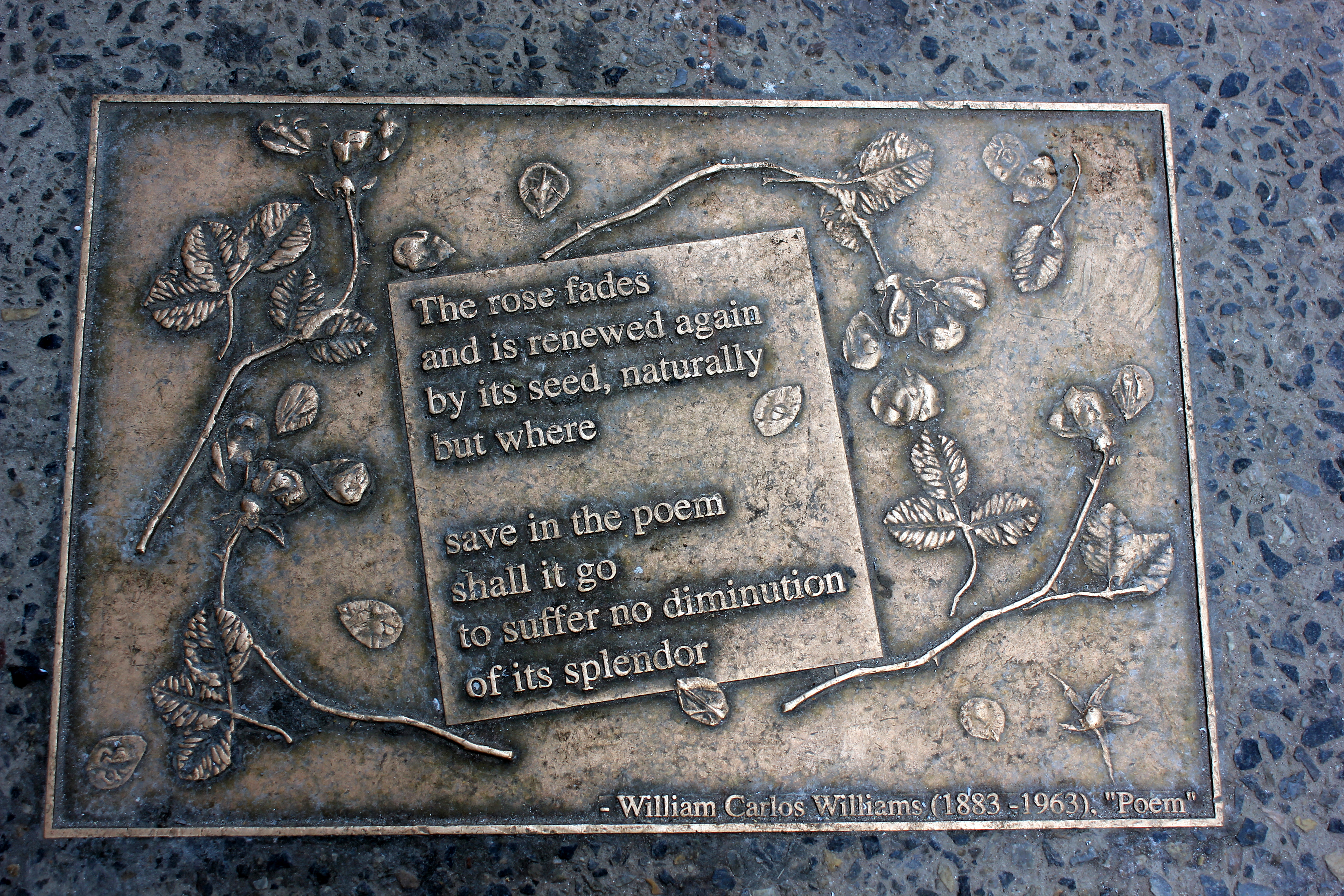
"La rosa se marchita, y se renueva de nuevo ...."

El poeta y crítico Randall Jarrell afirmó de la poesía de Williams, 
William Carlos Williams es tan mágicamente observador y mimético como un buen novelista. Reproduce los detalles de lo que ve con sorprendente frescura, claridad y economía; y ve igual de extraordinariamente, a veces, las formas de esta tierra, el espíritu que se mueve detrás de las letras. Sus líneas rápidas y transparentes tienen la fuerza nerviosa y contraída, se mueven tan espasmódica e intensamente como un pájaro.
R. P. Blackmur dijo de la poesía de Williams, "el Imagismo de 1912, autotrascendido." Una contemporánea, Harriet Monroe, afirmó que "para afirmar sus libertades debe jugar al diablo, mostrándose alborotado en charcos púrpura y turquesa de exceso"
Las principales colecciones de Williams son Primavera y todo (1923), La música del desierto y otros poemas (1954), Cuadros de Brueghel y otros poemas (1962), y [Paterson] (1963, repr. 1992). Su poema más antologado es "The Red Wheelbarrow", ejemplo del estilo y los principios del movimiento imagista (véase también "This Is Just to Say"). Sin embargo, Williams, al igual que su colega y amigo Ezra Pound, había rechazado el movimiento imagista cuando se publicó este poema como parte de Spring and All en 1923.
Williams está estrechamente vinculado al movimiento modernista de la literatura estadounidense y consideraba que su proyecto poético era netamente estadounidense; pretendía renovar el lenguaje a través de la lengua fresca y cruda que surgía de la heterogeneidad cultural y social de Estados Unidos, liberándolo al mismo tiempo de lo que consideraba el lenguaje gastado de la cultura británica y europea. "Nadie cree que la poesía pueda existir en su propia vida", decía Williams.  "El propósito de un artista, sea cual sea, es tomar la vida, lo que sea que vea, y elevarla a una posición elevada donde tenga dignidad."
En 1920, Williams dirigió su atención a Contact, una publicación periódica lanzada por Williams y su colega escritor Robert McAlmon: "Los dos editores buscaban la renovación cultural americana en la condición local en clara oposición a los internacionalistas-Pound, The Little Review, y la Baronesa." Yvor Winters, el poeta/crítico, juzgó que el verso de Williams tiene cierto parecido con los mejores poetas de lírica del siglo XIII.
Williams trató de inventar una forma de poesía totalmente nueva y exclusivamente estadounidense cuya temática se centrara en las circunstancias cotidianas de la vida y en la vida de la gente corriente. Se le ocurrió el concepto de "pie variable", que Williams nunca definió claramente, aunque el concepto se refería vagamente al método de Williams para determinar los saltos de línea. The Paris Review lo denominó "un recurso métrico para resolver el conflicto entre forma y libertad en el verso"
Uno de los objetivos de Williams, al experimentar con su "pie variable", era mostrar el ritmo americano (opuesto al europeo) que, según él, estaba presente en el lenguaje cotidiano estadounidense. Estilísticamente, Williams también trabajó con variaciones de un patrón de ruptura de línea que etiquetó como "poesía de línea triádica", en la que rompía una línea larga en tres segmentos de verso libre. Un ejemplo bien conocido de la "línea triádica [ruptura]" se puede encontrar en el poema de amor de Williams "Asphodel, That Greeny Flower."

En una reseña de la biografía de Williams escrita por Herbert Leibowitz, el crítico literario Christopher Benfey escribió: 
Temprano y tarde, Williams mantuvo la convicción de que la poesía era, en frase de su amigo Kenneth Burke, "equipo para vivir, una guía necesaria en medio del desconcierto de la vida." La tierra americana era salvaje y nueva, un lugar donde un extranjero en flor necesitaba toda la ayuda posible. Los poemas eran tan esenciales para una vida plena como la salud física o el amor de hombres y mujeres.

## Legado
La escritora puertorriqueña Marta Aponte Alsina escribió el libro La muerte feliz de William Carlos Williams, como resultado de la lectura de la obra de Williams. Según Aponte, la novela relata a través de la figura del poeta estadounidense y la relación con su madre puertorriqueña Raquel Hélene Rose Hoheb Hurrard, las relaciones entre los Estados Unidos y Puerto Rico.

## Obra

### Poesía
- Poems (1909)
- The Tempers (1913)
- Al Que Quiere (1917)
- Kora in Hell. Improvisations (1920, repr. 1973)
- Sour Grapes (1921)
- Go Go (1923)
- Spring and All (1923; repr. 1970)
- The Cod Head (1932)
- Collected Poems, 1921–1931 (1934)
- An Early Martyr and Other Poems (1935)
- Adam & Eve & The City (1936)
- The Complete Collected Poems of William Carlos Williams, 1906–1938 (1938)
- The Broken Span (1941)
- The Wedge (1944)
- Paterson (Book I, 1946; Book II, 1948; Book III, 1949; Book IV, 1951; Book V, 1958)
- Clouds, Aigeltinger, Russia (1948)
- The Collected Later Poems (1950; rev. ed. 1963)
- Collected Earlier Poems (1951; rev. ed. 1966)
- The Desert Music and Other Poems (1954)
- Journey to Love (1955)
- Pictures from Brueghel and Other Poems (1962)
- Paterson (Books I–V in one volume, 1963)
- Imaginations (1970)
- Collected Poems: Volume 1, 1909–1939 (1988)
- Collected Poems: Volume 2, 1939–1962 (1989)
- Early Poems (1997)

### Prosa
- Kora in Hell (1920)
- The Great American Novel (1923)
- In the American Grain (1925, 1967, repr. New Directions 2004)
- Novelette and Other Prose (1932)
- Autobiography (1951; 1967)
- Selected Essays (1954)
- The Selected Letters of William Carlos Williams (1957)
- I Wanted to Write a Poem: The Autobiography of the Works of a Poet (1958)
- Yes, Mrs. Williams: A Personal Record of My Mother (1959)
- Imaginations (1970)
- The Embodiment of Knowledge (1974)
- Interviews With William Carlos Williams: "Speaking Straight Ahead" (1976)
- A Recognizable Image: William Carlos Williams on Art and Artists (1978)
- Pound/Williams: Selected Letters of Ezra Pound and William Carlos Williams (1996)
- The Letters of Denise Levertov and William Carlos Williams (1998)

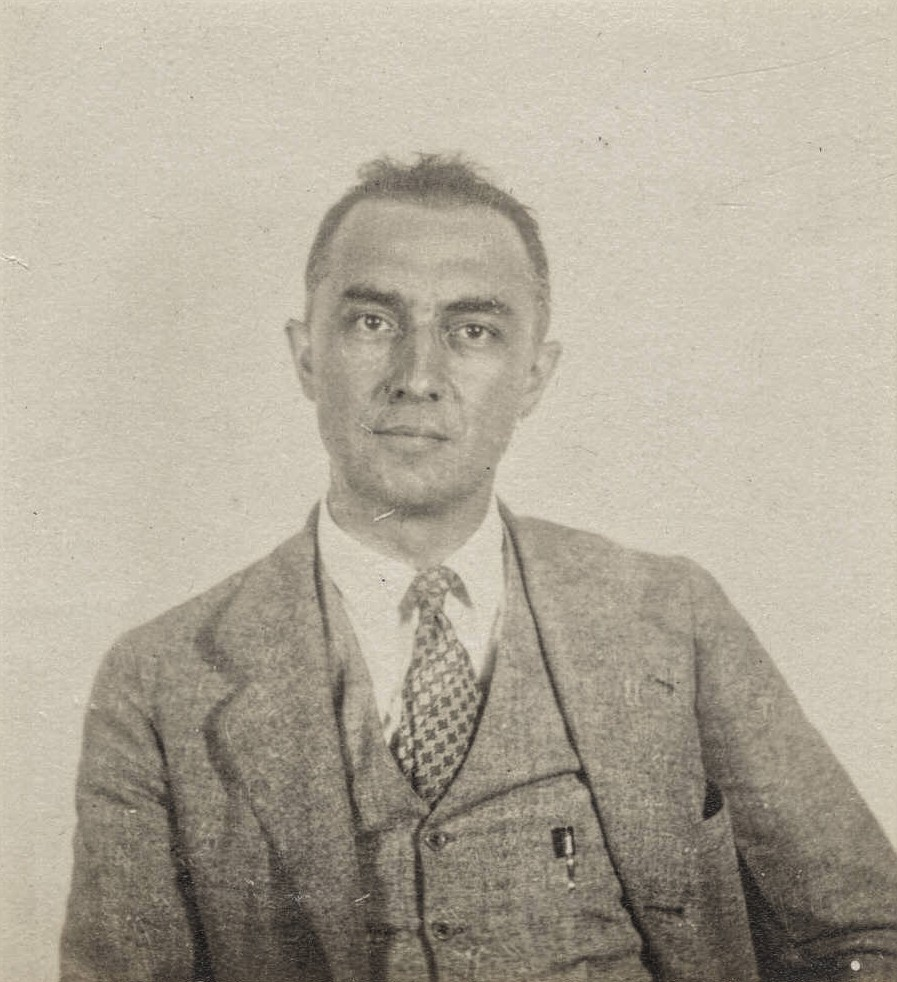
Otra fotografía, de alrededor de 1920.

- William Carlos Williams and Charles Tomlinson: A Transatlantic Connection (1998)
- A Voyage to Pagany (1928; repr. 1970)
- The Knife of the Times, and Other Stories (1932; repr. 1974)
- White Mule (1937; repr. 1967)
- Life along the Passaic River (1938)
- In the Money (1940; repr. 1967)
- Make Light of It: Collected Stories (1950)
- The Build-Up (1952)
- The Farmers' Daughters: Collected Stories (1961)
- The Collected Stories of William Carlos Williams (1996)

### Drama
- Many Loves and Other Plays: The Collected Plays of William Carlos Williams (1961)

## Traducciones al español
Poesía
- Poesía reunida. Traducción de Michael Tregebov Rosenberg,  Edgardo Dobry Lewin, y Juan Antonio  Montiel Rodríguez. Barcelona, Lúmen, 2022.
- Cuadros de Brueghel. Traducción de Juan Antonio Montiel, Barcelona, Lumen, 2007.
- Paterson. Traducción de Margarita Ardanaz. Madrid, Cátedra, 2001.
- Cien poemas. Traducción de Matilde Horne y Carlos Manzano. Madrid, Visor, 1988.

Prosa
- La gran novela americana. Traducción de Lucho Tapia. Santiago, Libros de la Vorágine, 2022.
- Cuentos de médicos. Traducción de César Sánchez y Eduardo Halfón. Logroño , Fulgencio Pimentel, 2021

Ensayo
- En la raíz de América : iluminaciones sobre la historia de un continente. Traducción de María Lozano. Madrid, Turner, 2002